# Riacho dos Machados
Riacho dos Machados – miasto i gmina w Brazylii, w stanie Minas Gerais.